# Vylathur
Vylathur es una ciudad censal situada en el distrito de Thrissur en el estado de Kerala (India). Su población es de 10298 habitantes (2011). Se encuentra a 30 km de Thrissur.

## Demografía
Según el censo de 2011 la población de Vylathur era de 10298 habitantes, de los cuales 4773 eran hombres y 5525 eran mujeres. Vylathur tiene una tasa media de alfabetización del 96,61%, superior a la media estatal del 94%: la alfabetización masculina es del 97,52%, y la alfabetización femenina del 95,85%.